# Емманюель Роблес
Емманюель Роблес (нар. 4 травня 1914, Оран, Французький Алжир — пом. 22 лютого 1995, Булонь-Біянкур, Франція) — французький письменник іспанського походження, який довгий час жив в Алжирі як так званий «pied-noir»  (франкоалжирець). Його близько сорока романів і драм «спираються на екзистенціалістичну філософію, що ставить людей перед безнадійним вибором».

## Біографія
Батько Роблеса, родина якого походить з Іспанії, був простим мулярем. Він помер незадовго до народження сина. Відсутність батька вплинула на життя сина. Завдяки стипендії Еммануель зміг здобути вищу освіту. Став учителем, а згодом директором школи. У 1930-х роках подорожував Азією. З 1937 року підтримував дружбу з Камю. У цьому ж році розпочав військову службу. Його призначили до військово-повітряних сил, де він залишався шість років, оскільки почалася війна.
З 1943 року Роблес працював військовим кореспондентом і журналістом. Повернувшись до Алжиру в 1947 році, він заснував літературний журнал «Forge» . Він редагував серію «Méditerranée» (Середземномор'я) для видавництва «Сей». Він також працював на «Radio Algiers». У 1955 році Луїс Бунюель екранізував роман Роблеса «Cela s'appelle l'aurore» (1952). З 1956 року письменник був членом комітету, який виступав за припинення вогню під час Алжирської війни.
Роблес дебютував у 1938 році романом «Дія». У 1948 році він отримав премію Феміна за роман «Les Hauteurs de la ville» («На висоті міста»). У 1950 році він опублікував мемуари про іспанського драматурга Федеріко Гарсія Лорку, якого також перекладав. У 1973 році він став членом Гонкурівської академії.
Роблес помер у 1995 році у віці 80 років у своєму будинку поблизу Парижа. «Коли ти мертвий, ти мертвий. Треба поспішати жити», сказав він десятиліття тому як причину того, чому він завжди перед всією метафізикою віддавав перевагу «суворо земному».
З 1991 року місто Блуа присуджує премію Емманюеля Роблеса.

## Вибрані твори
Новели
- La mort en face.

Романи
- Cela s'Appelle l'Aurore . 1952 рік
- Fédérica. 1954 рік.
- Le Vesuve.
- Les couteaux.
- Les hauteurs de la ville.
- La croisière.
- Жорстокий сезон.